# Lettura sociale
Si definisce lettura sociale (in inglese, e impropriamente in italiano social reading) una moltitudine di servizi online diversi, di solito siti o app, che permettono agli utenti di discutere insieme di libri, anche in parallelo all'attività di lettura del testo.

## Funzionamento
I siti e le app di lettura sociale funzionano similmente a quelli di reti sociali: ogni utente ha la propria bacheca con il riepilogo dei commenti fatti, l'elenco degli amici, i messaggi e i libri letti. Alcuni fornitori consentono anche di leggere gratuitamente le anteprime dei libri e di acquistarne. Il fenomeno si riflette sulle reti sociali stesse: Facebook, per esempio, offre gruppi e pagine sociali totalmente dedicate alla lettura, nelle quali i lettori possono discutere approfonditamente dei testi letti, proporne di nuovi e confrontare le proprie opinioni. Non mancano inoltre, anche sul mercato italiano, app specificamente dedicate, che creano comunità unite dal solo interesse per la lettura sociale.

## Effetti
La diffusione della lettura sociale crea nuovi tipi di lettori "sociali", che applicano a un'attività tradizionalmente solitaria come la lettura l'interazione diffusa e continua tipica dei servizi di reti sociali. Alla presentazione monodirezionale dei libri, si sostituisce quindi quello multidirezionale della loro rielaborazione e commento attivi da parte dei lettori.
Secondo alcuni addetti, la lettura sociale non solo non nuoce ai libri e alla lettura tradizionale, ma rappresenta addirittura un'importante fonte di salvezza, stimolando al consumo di libri e rianimando il settore librario, oggi in fase di grande incertezza. Allo stesso tempo, voci critiche sostengono che la lettura sociale può sì stimolare lettori abituali, ma difficilmente può creare nuovi lettori, o aumentare sensibilmente il consumo di lettori saltuari: per aumentare la base di lettori, gli strumenti resterebbero quelli tradizionali della scuola e dell'approccio tradizionale alla lettura.

## Siti e app di lettura sociale
- aNobii
- Bookliners
- Betwyll
- Findings
- LibraryThing
- The iNCIPIT
- Wattpad